# Lista siturilor arheologice din județul Hunedoara - P
Lista siturilor arheologice din județul Hunedoara - P conține toate siturile arheologice din județul Hunedoara înscrise în Repertoriul Arheologic Național (RAN) și aflate în localități al căror nume începe cu litera P. RAN este administrat de Ministerul Culturii și Patrimoniului Național și cuprinde date științifice, cartografice, topografice, imagini și planuri, precum și orice alte informații privitoare la zonele cu potențial arheologic, studiate sau nu, încă existente sau dispărute.
Puteți căuta un sit din localitățile care încep cu litera P folosind formularul de mai jos sau puteți naviga prin toate siturile din județ la Lista siturilor arheologice din județul Hunedoara.
| Cod RAN                                   | Denumire | Localitate                                          | Adresă                                                    | Datare                                                      | Descoperit | Coordonate                                    | Imagine           | Erori            |
| ----------------------------------------- | --- | --------------------------------------------------- | --------------------------------------------------------- | ----------------------------------------------------------- | ---------- | --------------------------------------------- | ----------------- | ---------------- |
| 91893.01.01                               | Așezarea preistorică din Peștera Prihodiște / ansamblu anonim (Categorie: locuire civilă) (Tip: Așezare)                                                      | sat Prihodiște, comuna Vața de Jos                  | Peștera Prihodiște                                        | Coțofeni                                                    | 1998       |                                               | Încărcați imagine | Raportați eroare |
| 91893.01.02                               | Așezarea preistorică din Peștera Prihodiște / ansamblu anonim (Categorie: locuire civilă) (Tip: Așezare)                                                      | sat Prihodiște, comuna Vața de Jos                  | Peștera Prihodiște                                        | Wietenberg                                                  | 1998       |                                               | Încărcați imagine | Raportați eroare |
| 89393.01.01                               | Situl arheologic de la Peștenița - Haltă / ansamblu anonim (Categorie: locuire civilă) (Tip: Așezare)                                                         | sat Peștenița, comuna Densuș                        | Haltă                                                     | Vinča                                                       |            |                                               | Încărcați imagine | Raportați eroare |
| 89393.01.02                               | Situl arheologic de la Peștenița - Haltă / ansamblu anonim (Categorie: locuire civilă) (Tip: Așezare)                                                         | sat Peștenița, comuna Densuș                        | Haltă                                                     | Balta Sărată                                                |            |                                               | Încărcați imagine | Raportați eroare |
| 89393.01.03                               | Situl arheologic de la Peștenița - Haltă / ansamblu anonim (Categorie: locuire civilă) (Tip: Așezare)                                                         | sat Peștenița, comuna Densuș                        | Haltă                                                     |                                                             |            |                                               | Încărcați imagine | Raportați eroare |
| 89393.01.04                               | Situl arheologic de la Peștenița - Haltă / ansamblu anonim (Categorie: locuire civilă) (Tip: Așezare)                                                         | sat Peștenița, comuna Densuș                        | Haltă                                                     |                                                             |            |                                               | Încărcați imagine | Raportați eroare |
| 89384.01.01                               | Așezarea de epoca bronzului de la Peșteana - Movilă / ansamblu anonim (Categorie: locuire civilă) (Tip: Locuire)                                              | sat Peșteana, comuna Densuș                         | Movilă                                                    | Coțofeni                                                    |            |                                               | Încărcați imagine | Raportați eroare |
| 89384.01.02                               | Așezarea de epoca bronzului de la Peșteana - Movilă / ansamblu anonim (Categorie: locuire civilă) (Tip: Așezare)                                              | sat Peșteana, comuna Densuș                         | Movilă                                                    | Balta Sărată                                                |            |                                               | Încărcați imagine | Raportați eroare |
| 89384.01.03                               | Așezarea de epoca bronzului de la Peșteana - Movilă / ansamblu anonim (Categorie: locuire civilă) (Tip: Locuire)                                              | sat Peșteana, comuna Densuș                         | Movilă                                                    | Wietenberg                                                  |            |                                               | Încărcați imagine | Raportați eroare |
| 87004.01.01                               | Așezarea Coțofeni de la Petroșani / ansamblu anonim (Categorie: locuire civilă) (Tip: Așezare)                                                                | municipiul Petroșani                                | Peștera Bolii                                             |                                                             |            |                                               | Încărcați imagine | Raportați eroare |
| 87031.01.01                               | Așezarea preistorică de la Peștera - Cheile Torcsvar / ansamblu anonim (Categorie: locuire civilă) (Tip: Așezare)                                             | localitate componentă Peștera, municipiul Petroșani | Cheile Torcsvar                                           |                                                             |            |                                               | Încărcați imagine | Raportați eroare |
| 91189.01                                  | Ciocan neolitic la Peștera (Categorie: descoperire izolată) (Tip: obiect izolat)                                                                              | sat Peștera, comuna Sălașu de Sus                   | Podeț                                                     |                                                             |            |                                               | Încărcați imagine | Raportați eroare |
| 86874.01.01                               | Așezarea neolitică de la Peștișu Mare / ansamblu anonim (Categorie: locuire civilă) (Tip: Așezare)                                                            | sat Peștișu Mare, municipiul Hunedoara              |                                                           | Turdaș                                                      |            |                                               | Încărcați imagine | Raportați eroare |
| 91170.01.01 (Cod LMI: HD-II-m-A-03401)    | Situl bisericii românești "Pogorârea Sf. Duh"din Paroș / ansamblu Biserica "Pogorârea Sf. Duh" (Categorie: structură de cult/religioasă) (Tip: Biserică)      | sat Paroș, comuna Sălașu de Sus                     |                                                           | sec. XV-XVI                                                 |            | 45°29′55″N 22°58′12″E / 45.4986°N 22.97004°E  | Încărcați imagine | Raportați eroare |
| 91170.01.02 (Cod LMI: HD-II-m-A-03401)    | Situl bisericii românești "Pogorârea Sf. Duh"din Paroș / ansamblu anonim (Categorie: structură de cult/religioasă) (Tip: Biserică)                            | sat Paroș, comuna Sălașu de Sus                     |                                                           | 1717                                                        |            | 45°29′55″N 22°58′12″E / 45.4986°N 22.97004°E  | Încărcați imagine | Raportați eroare |
| 91660.01.01 (Cod LMI: HD-II-m-A-03402.01) | Castelul Pogany de la Păclișa / ansamblu Castelul Pogany (Categorie: construcție) (Tip: Castel)                                                               | sat Păclișa, comuna Totești                         |                                                           | sec. XVIII, cu modificări și adăugări baroce și de sec. XIX |            |                                               | Încărcați imagine | Raportați eroare |
| 91660.01.02 (Cod LMI: HD-II-m-A-03402.02) | Castelul Pogany de la Păclișa / ansamblu anonim (Categorie: construcție) (Tip: Parc)                                                                          | sat Păclișa, comuna Totești                         |                                                           | sec. XVIII                                                  |            |                                               | Încărcați imagine | Raportați eroare |
| 89384.04.01 (Cod LMI: HD-II-m-A-03405)    | Situl bisericii românesti "Sf. Prooroc Ilie" din Peșteana / ansamblu Biserica "Sf. Proroc Ilie" (Categorie: structură de cult/religioasă) (Tip: Biserică)     | sat Peșteana, comuna Densuș                         |                                                           | sec. XII - XIII                                             |            |                                               | Încărcați imagine | Raportați eroare |
| 89384.04.02 (Cod LMI: HD-II-m-A-03405)    | Situl bisericii românesti "Sf. Prooroc Ilie" din Peșteana / ansamblu Biserica "Sf. Proroc Ilie" (Categorie: structură de cult/religioasă) (Tip: Biserică)     | sat Peșteana, comuna Densuș                         |                                                           | sec. XIII                                                   |            |                                               | Încărcați imagine | Raportați eroare |
| 89384.04.03 (Cod LMI: HD-II-m-A-03405)    | Situl bisericii românesti "Sf. Prooroc Ilie" din Peșteana / ansamblu Biserica "Sf. Proroc Ilie" (Categorie: structură de cult/religioasă) (Tip: Biserică)     | sat Peșteana, comuna Densuș                         |                                                           | sec. XIII-XIV                                               |            |                                               | Încărcați imagine | Raportați eroare |
| 89384.04.04 (Cod LMI: HD-II-m-A-03405)    | Situl bisericii românesti "Sf. Prooroc Ilie" din Peșteana / ansamblu anonim (Categorie: structură de cult/religioasă) (Tip: Morminte)                         | sat Peșteana, comuna Densuș                         |                                                           | sec. XIV                                                    |            |                                               | Încărcați imagine | Raportați eroare |
| 89384.04.05 (Cod LMI: HD-II-m-A-03405)    | Situl bisericii românesti "Sf. Prooroc Ilie" din Peșteana / ansamblu Biserica "Sf. Proroc Ilie" (Categorie: structură de cult/religioasă) (Tip: Biserică)     | sat Peșteana, comuna Densuș                         |                                                           | sec. XX                                                     |            |                                               | Încărcați imagine | Raportați eroare |
| 91704.02.01                               | Situl arheologic de la Pricaz-Halângă / ansamblu anonim (Categorie: locuire) (Tip: Villa rustica)                                                             | sat Pricaz, comuna Turdaș                           | Halângă                                                   |                                                             |            |                                               | Încărcați imagine | Raportați eroare |
| 91704.04.03                               | Situl arheologic de la Pricaz-Bidău / ansamblu anonim (Categorie: locuire) (Tip: Ziduri)                                                                      | sat Pricaz, comuna Turdaș                           | Bidău                                                     |                                                             |            |                                               | Încărcați imagine | Raportați eroare |
| 91704.04.01                               | Situl arheologic de la Pricaz-Bidău / ansamblu anonim (Categorie: locuire) (Tip: Locuire)                                                                     | sat Pricaz, comuna Turdaș                           | Bidău                                                     |                                                             |            |                                               | Încărcați imagine | Raportați eroare |
| 91704.04.02                               | Situl arheologic de la Pricaz-Bidău / ansamblu anonim (Categorie: locuire) (Tip: Locuire)                                                                     | sat Pricaz, comuna Turdaș                           | Bidău                                                     |                                                             |            |                                               | Încărcați imagine | Raportați eroare |
| 91704.04.04                               | Situl arheologic de la Pricaz-Bidău / ansamblu anonim (Categorie: locuire) (Tip: Așezare)                                                                     | sat Pricaz, comuna Turdaș                           | Bidău                                                     | Turdaș                                                      |            |                                               | Încărcați imagine | Raportați eroare |
| 91704.05.01                               | Așezarea de epoca romană de la Pricaz / ansamblu anonim (Categorie: locuire) (Tip: așezare)                                                                   | sat Pricaz, comuna Turdaș                           |                                                           |                                                             |            |                                               | Încărcați imagine | Raportați eroare |
| 91660.02.01                               | Așezarea neolitică de la Păclișa - Movilă / ansamblu anonim (Categorie: locuire) (Tip: Așezare)                                                               | sat Păclișa, comuna Totești                         | Movilă                                                    |                                                             |            |                                               | Încărcați imagine | Raportați eroare |
| 91660.02.02                               | Așezarea neolitică de la Păclișa - Movilă / ansamblu anonim (Categorie: locuire) (Tip: Așezare)                                                               | sat Păclișa, comuna Totești                         | Movilă                                                    |                                                             |            |                                               | Încărcați imagine | Raportați eroare |
| 91660.02.03                               | Așezarea neolitică de la Păclișa - Movilă / ansamblu anonim (Categorie: locuire) (Tip: Așezare)                                                               | sat Păclișa, comuna Totești                         | Movilă                                                    |                                                             |            |                                               | Încărcați imagine | Raportați eroare |
| 91660.02.04                               | Așezarea neolitică de la Păclișa - Movilă / ansamblu anonim (Categorie: locuire) (Tip: Așezare)                                                               | sat Păclișa, comuna Totești                         | Movilă                                                    |                                                             |            |                                               | Încărcați imagine | Raportați eroare |
| 91660.02.05                               | Așezarea neolitică de la Păclișa - Movilă / ansamblu anonim (Categorie: locuire) (Tip: Așezare)                                                               | sat Păclișa, comuna Totești                         | Movilă                                                    |                                                             |            |                                               | Încărcați imagine | Raportați eroare |
| 91660.03.01                               | Așezarea de epocă romană de la Păclișa - Spre breazova / ansamblu anonim (Categorie: locuire) (Tip: Villa rustica)                                            | sat Păclișa, comuna Totești                         | Spre breazova                                             |                                                             |            |                                               | Încărcați imagine | Raportați eroare |
| 89384.05.01                               | Așezarea de epoca bronzului de la Peșteana - Baltă / ansamblu anonim (Categorie: locuire civilă) (Tip: Așezare)                                               | sat Peșteana, comuna Densuș                         | Baltă                                                     |                                                             |            |                                               | Încărcați imagine | Raportați eroare |
| 89384.06.01                               | Așezarea de epoca dacică de la Peșteana / ansamblu anonim (Categorie: locuire civilă) (Tip: Așezare)                                                          | sat Peșteana, comuna Densuș                         |                                                           | dacică                                                      |            |                                               | Încărcați imagine | Raportați eroare |
| 89384.07.01                               | Villae Rusticae de la Peșteana / ansamblu anonim (Categorie: locuire civilă) (Tip: Villa rustica)                                                             | sat Peșteana, comuna Densuș                         |                                                           |                                                             |            |                                               | Încărcați imagine | Raportați eroare |
| 89384.08.01                               | Așezarea de epocă romană de la Peșteana / ansamblu anonim (Categorie: locuire) (Tip: Așezare)                                                                 | sat Peșteana, comuna Densuș                         |                                                           |                                                             |            |                                               | Încărcați imagine | Raportați eroare |
| 89393.02.01                               | Situl arheologic de la Peștenița / ansamblu anonim (Categorie: locuire) (Tip: Așezare)                                                                        | sat Peștenița, comuna Densuș                        |                                                           |                                                             |            |                                               | Încărcați imagine | Raportați eroare |
| 89393.02.02                               | Situl arheologic de la Peștenița / ansamblu anonim (Categorie: locuire) (Tip: Așezare)                                                                        | sat Peștenița, comuna Densuș                        |                                                           | Wietenberg                                                  |            |                                               | Încărcați imagine | Raportați eroare |
| 89393.03.01                               | Așezarea de epocă romană de la Peștenița - Școală / ansamblu anonim (Categorie: locuire) (Tip: Villa rustica)                                                 | sat Peștenița, comuna Densuș                        | Școală                                                    |                                                             |            |                                               | Încărcați imagine | Raportați eroare |
| 91189.02.01                               | Situl arheologic de la Peștera - Cetate / ansamblu anonim (Categorie: locuire) (Tip: Așezare)                                                                 | sat Peștera, comuna Sălașu de Sus                   | Cetate                                                    |                                                             |            |                                               | Încărcați imagine | Raportați eroare |
| 91189.02.02                               | Situl arheologic de la Peștera - Cetate / ansamblu anonim (Categorie: locuire) (Tip: Așezare)                                                                 | sat Peștera, comuna Sălașu de Sus                   | Cetate                                                    |                                                             |            |                                               | Încărcați imagine | Raportați eroare |
| 91189.03.01                               | Așezarea de epocă medievală de la peștera - Cetatea Haiducilor / ansamblu anonim (Categorie: locuire) (Tip: Zid)                                              | sat Peștera, comuna Sălașu de Sus                   | Cetatea Haiducilor                                        |                                                             |            |                                               | Încărcați imagine | Raportați eroare |
| 91189.04.01                               | Biserica Ortodoxă de la Peștera / ansamblu anonim (Categorie: structură de cult/religioasă) (Tip: Biserică)                                                   | sat Peștera, comuna Sălașu de Sus                   |                                                           | sec. XII - XIII d. Chr                                      |            | 45°28′26″N 22°57′49″E / 45.47377°N 22.96365°E | Încărcați imagine | Raportați eroare |
| 91189.04.02                               | Biserica Ortodoxă de la Peștera / ansamblu anonim (Categorie: structură de cult/religioasă) (Tip: Cimitir)                                                    | sat Peștera, comuna Sălașu de Sus                   |                                                           |                                                             |            | 45°28′26″N 22°57′49″E / 45.47377°N 22.96365°E | Încărcați imagine | Raportați eroare |
| 91189.04.03                               | Biserica Ortodoxă de la Peștera / ansamblu anonim (Categorie: structură de cult/religioasă) (Tip: fundație)                                                   | sat Peștera, comuna Sălașu de Sus                   |                                                           |                                                             |            | 45°28′26″N 22°57′49″E / 45.47377°N 22.96365°E | Încărcați imagine | Raportați eroare |
| 86874.02.01                               | Situl arheologic de la Peștișu mare - La Țărmure Sud / ansamblu anonim (Categorie: locuire) (Tip: Așezare)                                                    | sat Peștișu Mare, municipiul Hunedoara              | La Țărmure Sud                                            | Vinča - timpurie                                            |            |                                               | Încărcați imagine | Raportați eroare |
| 86874.02.02                               | Situl arheologic de la Peștișu mare - La Țărmure Sud / ansamblu anonim (Categorie: locuire) (Tip: Așezare)                                                    | sat Peștișu Mare, municipiul Hunedoara              | La Țărmure Sud                                            | Turdaș                                                      |            |                                               | Încărcați imagine | Raportați eroare |
| 86874.02.03                               | Situl arheologic de la Peștișu mare - La Țărmure Sud / ansamblu anonim (Categorie: locuire) (Tip: Așezare)                                                    | sat Peștișu Mare, municipiul Hunedoara              | La Țărmure Sud                                            | Coțofeni                                                    |            |                                               | Încărcați imagine | Raportați eroare |
| 86874.02.04                               | Situl arheologic de la Peștișu mare - La Țărmure Sud / ansamblu anonim (Categorie: locuire) (Tip: Așezare)                                                    | sat Peștișu Mare, municipiul Hunedoara              | La Țărmure Sud                                            |                                                             |            |                                               | Încărcați imagine | Raportați eroare |
| 86874.02.05                               | Situl arheologic de la Peștișu mare - La Țărmure Sud / ansamblu anonim (Categorie: locuire) (Tip: Așezare)                                                    | sat Peștișu Mare, municipiul Hunedoara              | La Țărmure Sud                                            |                                                             |            |                                               | Încărcați imagine | Raportați eroare |
| 86874.02.06                               | Situl arheologic de la Peștișu mare - La Țărmure Sud / ansamblu anonim (Categorie: locuire) (Tip: Așezare)                                                    | sat Peștișu Mare, municipiul Hunedoara              | La Țărmure Sud                                            |                                                             |            |                                               | Încărcați imagine | Raportați eroare |
| 86874.03.01                               | Situl arheologic de la Peștișu mare -Tămăștilic / ansamblu anonim (Categorie: locuire) (Tip: Așezare)                                                         | sat Peștișu Mare, municipiul Hunedoara              | Tămăștilic                                                | Starcevo - Criș - IIB-IIIB                                  |            |                                               | Încărcați imagine | Raportați eroare |
| 86874.03.02                               | Situl arheologic de la Peștișu mare -Tămăștilic / ansamblu anonim (Categorie: locuire) (Tip: Așezare)                                                         | sat Peștișu Mare, municipiul Hunedoara              | Tămăștilic                                                |                                                             |            |                                               | Încărcați imagine | Raportați eroare |
| 86874.03.03                               | Situl arheologic de la Peștișu mare -Tămăștilic / ansamblu anonim (Categorie: locuire) (Tip: Așezare)                                                         | sat Peștișu Mare, municipiul Hunedoara              | Tămăștilic                                                | Wietenberg - IV                                             |            |                                               | Încărcați imagine | Raportați eroare |
| 86874.04.01                               | Așezarea neoliticăi de la Peștișu Mare - La Țărmure Nord / ansamblu anonim (Categorie: locuire) (Tip: Așezare)                                                | sat Peștișu Mare, municipiul Hunedoara              | La Țărmure Nord                                           | Vinča - B2                                                  |            |                                               | Încărcați imagine | Raportați eroare |
| 86874.05.01                               | Așezarea de epocă romană de la Peștișu Mare - Valea lui Ignat / ansamblu anonim (Categorie: locuire) (Tip: Așezare rurală)                                    | sat Peștișu Mare, municipiul Hunedoara              | Valea lui Ignat                                           |                                                             |            |                                               | Încărcați imagine | Raportați eroare |
| 86874.06                                  | Așezarea medievală de la Peștișu Mare - Acei / ansamblu anonim (Categorie: locuire) (Tip: Așezare)                                                            | sat Peștișu Mare, municipiul Hunedoara              | Acei                                                      |                                                             |            |                                               | Încărcați imagine | Raportați eroare |
| 86874.07.01                               | Mina de epocă romană de la Peștișu Mare / ansamblu anonim (Categorie: exploatare/carieră) (Tip: Mină de extracție a fierului)                                 | sat Peștișu Mare, municipiul Hunedoara              |                                                           |                                                             |            |                                               | Încărcați imagine | Raportați eroare |
| 90440.01.01                               | Așezarea preistorică de la Peștișu Mic - Dealul Siliman / ansamblu anonim (Categorie: locuire) (Tip: Așezare)                                                 | sat Pestișu Mic, comuna Pestișu Mic                 | Dealul Siliman                                            |                                                             |            |                                               | Încărcați imagine | Raportați eroare |
| 90440.05.01                               | Așezarea preistorică de la Peștișu Mic - Dealul Siliman / ansamblu anonim (Categorie: locuire) (Tip: Așezare)                                                 | sat Pestișu Mic, comuna Pestișu Mic                 | Dealul Siliman                                            |                                                             |            |                                               | Încărcați imagine | Raportați eroare |
| 90440.02.01                               | Situl arheologic de la Peștișu Mic / ansamblu anonim (Categorie: locuire) (Tip: Așezare)                                                                      | sat Pestișu Mic, comuna Pestișu Mic                 |                                                           | Starčevo - Criș                                             |            |                                               | Încărcați imagine | Raportați eroare |
| 90440.02.02                               | Situl arheologic de la Peștișu Mic / ansamblu anonim (Categorie: locuire) (Tip: Așezare)                                                                      | sat Pestișu Mic, comuna Pestișu Mic                 |                                                           |                                                             |            |                                               | Încărcați imagine | Raportați eroare |
| 90440.02.03                               | Situl arheologic de la Peștișu Mic / ansamblu anonim (Categorie: locuire) (Tip: Așezare)                                                                      | sat Pestișu Mic, comuna Pestișu Mic                 |                                                           |                                                             |            |                                               | Încărcați imagine | Raportați eroare |
| 90440.02.04                               | Situl arheologic de la Peștișu Mic / ansamblu anonim (Categorie: locuire) (Tip: Așezare)                                                                      | sat Pestișu Mic, comuna Pestișu Mic                 |                                                           |                                                             |            |                                               | Încărcați imagine | Raportați eroare |
| 90440.03.01                               | Așezare de epocă romană de la Peștișu Mic - Valea Bicăului / ansamblu anonim (Categorie: locuire) (Tip: Așezare)                                              | sat Pestișu Mic, comuna Pestișu Mic                 | Valea Bicăului                                            |                                                             |            |                                               | Încărcați imagine | Raportați eroare |
| 90440.04.01                               | Mina de epocă romană de la Peștișu Mic / ansamblu anonim (Categorie: exploatare/carieră) (Tip: Mină de extracție a fierului)                                  | sat Pestișu Mic, comuna Pestișu Mic                 |                                                           |                                                             |            |                                               | Încărcați imagine | Raportați eroare |
| 88065.01.01                               | Așezarea de epocă romană de la Petreni / ansamblu anonim (Categorie: locuire) (Tip: Așezare)                                                                  | sat Petreni, comuna Băcia                           |                                                           |                                                             |            |                                               | Încărcați imagine | Raportați eroare |
| 87086.01.01                               | Așezarea Coțofeni de la Petrila / ansamblu anonim (Categorie: locuire) (Tip: Așezare)                                                                         | oraș Petrila                                        |                                                           | Coțofeni                                                    |            |                                               | Încărcați imagine | Raportați eroare |
| 87086.02.01                               | Castrul roman de la Petrila - Vârful lui Pătru / ansamblu anonim (Categorie: fortificație) (Tip: Fortificație de pământ)                                      | oraș Petrila                                        | Vârful lui Pătru                                          |                                                             |            |                                               | Încărcați imagine | Raportați eroare |
| 87086.03.01                               | Castrul roman de la Petrila - Vârful cu Ocol / ansamblu anonim (Categorie: fortificație) (Tip: Castru)                                                        | oraș Petrila                                        | Vârful cu Ocol                                            |                                                             |            |                                               | Încărcați imagine | Raportați eroare |
| 87086.04.01                               | Așezare de epocă dacică de la Petrila - Valea Petrosului / ansamblu anonim (Categorie: cetate) (Tip: Turn)                                                    | oraș Petrila                                        | Valea Petrosului                                          | dacică                                                      |            |                                               | Încărcați imagine | Raportați eroare |
| 87004.03.01                               | Așezare dacică de la Petroșani - Druglu Mare / ansamblu anonim (Categorie: locuire) (Tip: Cetate)                                                             | municipiul Petroșani                                | Druglu Mare                                               | dacică                                                      |            |                                               | Încărcați imagine | Raportați eroare |
| 87004.04.01                               | Așezarea de epocă romană de la Petroșani - Gropile lui Pyrrhus / ansamblu anonim (Categorie: locuire) (Tip: Așezare)                                          | municipiul Petroșani                                | Gropile lui Pyrrhus                                       |                                                             |            |                                               | Încărcați imagine | Raportați eroare |
| 87004.05.01                               | Mina de aur de la Petroșani / ansamblu anonim (Categorie: exploatare/carieră) (Tip: Mină)                                                                     | municipiul Petroșani                                |                                                           |                                                             |            |                                               | Încărcați imagine | Raportați eroare |
| 87923.01.01                               | Situl arheologic de la Poiana / ansamblu anonim (Categorie: locuire) (Tip: Mină)                                                                              | sat Poiana, comuna Balșa                            |                                                           |                                                             |            |                                               | Încărcați imagine | Raportați eroare |
| 87923.01.02                               | Situl arheologic de la Poiana / ansamblu anonim (Categorie: locuire) (Tip: Așezare)                                                                           | sat Poiana, comuna Balșa                            |                                                           |                                                             |            |                                               | Încărcați imagine | Raportați eroare |
| 89400.01.01                               | Așezarea de epocă romană de la Poieni - Pârâu / ansamblu anonim (Categorie: locuire) (Tip: Așezare)                                                           | sat Poieni, comuna Densuș                           | Pârâu                                                     |                                                             |            | 45°32′54″N 22°43′43″E / 45.54833°N 22.72852°E | Încărcați imagine | Raportați eroare |
| 92275.01.01                               | Așezare neolitică de la Pojoga - Peștera Gaura Scroafei / ansamblu anonim (Categorie: locuire) (Tip: Așezare în peșteră)                                      | sat Pojoga, comuna Zam                              | Peștera Gaura Scroafei                                    |                                                             |            | 45°58′50″N 22°21′02″E / 45.98061°N 22.35062°E | Încărcați imagine | Raportați eroare |
| 90618.01.01                               | Așezare eneolitică de la Ponor - Peștera lui Cocolbea / ansamblu anonim (Categorie: locuire) (Tip: Așezare în peșteră)                                        | sat Ponor, comuna Pui                               | Peștera lui Cocolbea                                      |                                                             |            | 45°30′44″N 23°08′59″E / 45.51225°N 23.14986°E | Încărcați imagine | Raportați eroare |
| 90618.02.01                               | Așezare paleolitică de la Ponor - Peștera Piatra Poienii / ansamblu anonim(Peștera de la Pietriș, Peștera de sub Șeletru) (Categorie: locuire) (Tip: Așezare) | sat Ponor, comuna Pui                               | Peștera Piatra Poienii                                    |                                                             |            |                                               | Încărcați imagine | Raportați eroare |
| 90618.03.01                               | Așezarea paleolitică de la Ponor - Peștera Ponor / ansamblu anonim (Categorie: locuire) (Tip: Așezare)                                                        | sat Ponor, comuna Pui                               | Peștera Ponor                                             |                                                             |            |                                               | Încărcați imagine | Raportați eroare |
| 90618.04.01                               | Situl arheologic de la Ponor - Peștera Ponorici / ansamblu anonim (Categorie: locuire) (Tip: Așezare)                                                         | sat Ponor, comuna Pui                               | Peștera Ponorici                                          | Petrești                                                    |            |                                               | Încărcați imagine | Raportați eroare |
| 90618.04.02                               | Situl arheologic de la Ponor - Peștera Ponorici / ansamblu anonim (Categorie: locuire) (Tip: Așezare)                                                         | sat Ponor, comuna Pui                               | Peștera Ponorici                                          | Coțofeni                                                    |            |                                               | Încărcați imagine | Raportați eroare |
| 90618.04.03                               | Situl arheologic de la Ponor - Peștera Ponorici / ansamblu anonim (Categorie: locuire) (Tip: Așezare)                                                         | sat Ponor, comuna Pui                               | Peștera Ponorici                                          |                                                             |            |                                               | Încărcați imagine | Raportați eroare |
| 90618.05.01                               | Așezarea eneolitică de la Ponor - Vârful Coastei / ansamblu anonim (Categorie: locuire) (Tip: Așezare)                                                        | sat Ponor, comuna Pui                               | Vârful Coastei                                            |                                                             |            |                                               | Încărcați imagine | Raportați eroare |
| 90618.06.01                               | Așezarea fortificată dacică de la Ponor - Dealul Robului și Dealul Troianului / ansamblu anonim (Categorie: locuire) (Tip: Așezare)                           | sat Ponor, comuna Pui                               | Dealul Robului și Dealul Troianului                       | dacică                                                      |            |                                               | Încărcați imagine | Raportați eroare |
| 90618.07.01                               | Așezarea de epocă romană de la Ponor / ansamblu anonim (Categorie: locuire) (Tip: Așezare)                                                                    | sat Ponor, comuna Pui                               |                                                           |                                                             |            |                                               | Încărcați imagine | Raportați eroare |
| 91884.01.01                               | Așezarea preistorică de la Prăvăleni - Vârful Cremenii / ansamblu anonim (Categorie: locuire) (Tip: Așezare)                                                  | sat Prăvăleni, comuna Vața de Jos                   | Vârful Cremenii                                           |                                                             |            |                                               | Încărcați imagine | Raportați eroare |
| 91884.01.02                               | Așezarea preistorică de la Prăvăleni - Vârful Cremenii / ansamblu anonim (Categorie: locuire) (Tip: Așezare)                                                  | sat Prăvăleni, comuna Vața de Jos                   | Vârful Cremenii                                           |                                                             |            |                                               | Încărcați imagine | Raportați eroare |
| 88519.01.01                               | Situl arheologic de la Prihodiște - Școală / ansamblu anonim (Categorie: construcție) (Tip: complex)                                                          | sat Prihodiște, comuna Boșorod                      | Școală                                                    |                                                             |            |                                               | Încărcați imagine | Raportați eroare |
| 90547.03                                  | Așezarea dacică de la Pui - Peștera Gaura de pe malul drept al Ohabei / ansamblu anonim (Categorie: locuire) (Tip: Așezare)                                   | sat Pui, comuna Pui                                 | Peștera Gaura de pe malul drept al Ohabei                 | sec. II î. Hr - II. d.Hr                                    |            |                                               | Încărcați imagine | Raportați eroare |
| 90547.04.01                               | Așezarea dacică de la Pui - Vad / ansamblu anonim (Categorie: construcție defensivă) (Tip: Amenajări defensive)                                               | sat Pui, comuna Pui                                 | Vad                                                       | dacică                                                      |            |                                               | Încărcați imagine | Raportați eroare |
| 90547.05.01                               | Așezarea de epocă romană de la Pui - Grădiște / ansamblu anonim (Categorie: locuire) (Tip: Construcție)                                                       | sat Pui, comuna Pui                                 | Grădiște                                                  |                                                             |            |                                               | Încărcați imagine | Raportați eroare |
| 90547.06.01                               | Valul de epocă romană de la Pui - Măgura / ansamblu anonim (Categorie: construcție defensivă) (Tip: Val de pământ)                                            | sat Pui, comuna Pui                                 | Măgura                                                    |                                                             |            | 45°31′59″N 23°06′34″E / 45.53314°N 23.1094°E  | Încărcați imagine | Raportați eroare |
| 90547.07.01                               | Biserica ortodoxă medievală de la Pui / ansamblu anonim (Categorie: construcție de cult) (Tip: Biserică)                                                      | sat Pui, comuna Pui                                 |                                                           | XV-XVI                                                      |            | 45°30′53″N 23°05′34″E / 45.51469°N 23.0927°E  | Încărcați imagine | Raportați eroare |
| 91090.01.01                               | Așezarea de epocă romană de la Păucinești / ansamblu anonim (Categorie: locuire) (Tip: Villa rustica)                                                         | sat Păucinești, comuna Sarmizegetusa                |                                                           |                                                             |            |                                               | Încărcați imagine | Raportați eroare |
| 91704.03.01                               | Locuirea dacică de la Pricaz-Dig-km 4+600 - 5+150 al variantei de ocolire Deva-Orăștie / ansamblu anonim (Categorie: locuire) (Tip: Locuire)                  | sat Pricaz, comuna Turdaș                           | Dig-km 4+600 - 5+150 al variantei de ocolire Deva-Orăștie |                                                             |            |                                               | Încărcați imagine | Raportați eroare |
| 91704.01.01                               | Situl arheologic de la Pricaz-Valea Siteșului / ansamblu anonim (Categorie: locuire) (Tip: Așezare)                                                           | sat Pricaz, comuna Turdaș                           | Valea Siteșului                                           |                                                             |            | 45°51′24″N 23°08′36″E / 45.8567°N 23.14338°E  | Încărcați imagine | Raportați eroare |
| 91704.01.02                               | Situl arheologic de la Pricaz-Valea Siteșului / ansamblu anonim (Categorie: locuire) (Tip: Așezare)                                                           | sat Pricaz, comuna Turdaș                           | Valea Siteșului                                           | sec. XI-XIII                                                |            | 45°51′24″N 23°08′36″E / 45.8567°N 23.14338°E  | Încărcați imagine | Raportați eroare |